# Polyodaspis sinensis
Polyodaspis sinensis är en tvåvingeart som beskrevs av Yang 2003. Polyodaspis sinensis ingår i släktet Polyodaspis och familjen fritflugor. Inga underarter finns listade i Catalogue of Life.